# Francisco Bermúdez
Francisco Bermúdez (Ferrol, España, 1787 - Perú, 1826 o 1828) fue un militar de origen español que participó en la lucha contra las Invasiones Inglesas y del lado independentista en la guerra de independencia de las Provincias Unidas del Río de la Plata. Al final de su carrera, durante las campañas del Perú, se pasó al bando realista.

## Biografía
Vivió desde muy joven en Buenos Aires y participó en la lucha contra la primera de las Invasiones Inglesas en 1806. A fines de ese año se incorporó al Batallón de Gallegos, participando en la Defensa de Buenos Aires al año siguiente. Al comienzo de la misma fue tomado prisionero, pero recuperó la libertad al día siguiente.
Aunque se incorporó con el grado de capitán al Batallón de Arribeños, participó junto con el de Gallegos en la Asonada de Álzaga. Este regimiento fue disuelto, y Bermúdez arrestado en la Isla de la Libertad, frente al puerto de Montevideo. Fue dado de baja del ejército antes de recuperar la libertad.
En julio de 1810 – tras la Revolución de Mayo – se enroló como teniente en el regimiento "de la Estrella", formado por los partidarios de Mariano Moreno. A fines de 1811 combatió contra el Motín de las Trenzas en el cuartel del Regimiento de Patricios; fue  herido de gravedad y beneficiado con una pensión.
En 1813 fue incorporado al sitio de Montevideo y participó en la Batalla de Cerrito. Obtuvo el beneficio de la nacionalidad de las Provincias Unidas del Río de la Plata y fue ascendido al grado de capitán. Tras la caída de Montevideo en manos patriotas, permaneció en la guarnición de esa ciudad hasta que pasó a manos de los federales a principios de 1815.
En 1816, ya como sargento mayor se unió al Ejército de los Andes con el cual pasó a Chile, y participó en las batallas de Chacabuco, Cancha Rayada y Maipú. 
Incorporado como teniente coronel a la Expedición Libertadora del Perú, participó en la Primera campaña de Arenales a la sierra del Perú, combatiendo en el Combate de Tarma y la Batalla de Pasco.
Durante la Segunda Campaña de la Sierra, con el grado de comandante, fue encargado de insurreccionar la ciudad de Huancayo, logrando un absoluto éxito en esa ciudad y sus cercanías. Pero la evacuación de Lima y el control de la Sierra por los realistas forzaron a los independentistas a abandonar sus posiciones en esa región. Arenales le ordenó abandonar Huancayo, pero Bermúdez al frente de cinco mil indígenas armados de hondas y macanas prefirió intentar defender su posición; fue derrotado por el coronel Mariano Ricafort, del ejército real, y huyó hacia la costa.
El general José de San Martín lo destituyó de su mando militar por desobediencia y lo agregó al Estado Mayor, sin destino fijo y con sueldo reducido. Molesto por esa actitud, y tomado como prisionero durante la Sublevación del Callao decidió unirse al ejército realista. Cuando las tropas del Callao se retiraron hacia la Sierra participó en la lucha contra el Ejército Unido Libertador, combatiendo con el grado de coronel en la Batalla de Ayacucho. Beneficiado por la Capitulación de Ayacucho, se retiró a la vida privada.
Falleció en 1826 o 1828 – según las fuentes – en algún lugar del Perú.